# Xian de Liquan
Le xian de Liquan (礼泉县 ; pinyin : Lǐquán Xiàn) est un district administratif de la province du Shaanxi en Chine. Il est placé sous la juridiction de la ville-préfecture de Xianyang.

## Démographie
La population du district était de 450 648 habitants en 1999.